# 태풍 산바 (2012년)
태풍 산바(태풍 번호: 1216, JTWC 지정 번호: 17W, 국제명: SANBA, 필리핀 기상청(PAGASA) 지정 이름: Karen)는 2012년에 북서태평양에서 발생한 16번째 태풍으로, 2012년 태풍 중에서 가장 강력한 태풍이다. 태풍 산바는 중심 기압이 899 hPa까지 떨어져, 885hPa (대한민국 기상청은 890 hPa로 관측)을 기록한 2010년의 태풍 메기 이후 가장 강한 태풍이 되었다. 제14호 태풍 덴빈, 제15호 태풍 볼라벤 이후 제16호 태풍 산바까지 3개의 태풍이 연속으로 한반도에 상륙한 최초 사례가 되었고, 7월에 상륙한 제7호 태풍 카눈을 더해서 1962년 이후 50년 만에 한 해에 4개의 태풍이 상륙한 기록을 세웠다. 태풍 산바는 2012년 대한민국에 영향을 준 5번째 태풍이었다. 이 영향으로 남해군에 있는 천연기념물인 남해 갈화리 느티나무가 많은 피해를 거쳐 다음 해 1월 2일에 해제되었다는 환경적인 영항을 줬다.

## 태풍의 진행 및 기록

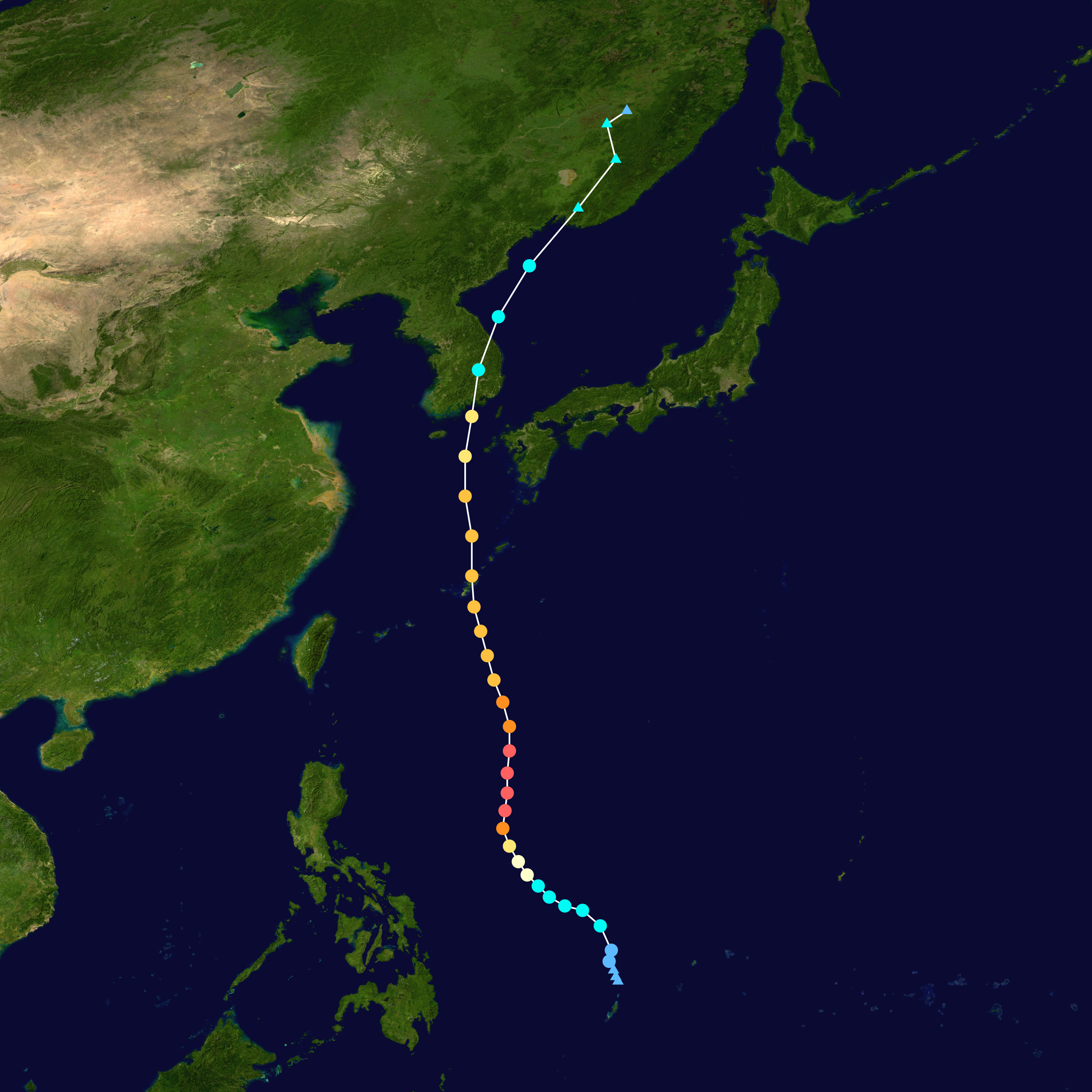
태풍 산바의 이동 경로

태풍 산바는 9월 13일 사피어-심프슨 허리케인 등급 제5등급의 세력에 미치면서 2012년에 전 세계에서 제5등급의 세력에 가장 빨리 도달했던 태풍으로 남아있다. 특히 9월 12일부터 13일까지 24시간만에 중심기압이 80 hPa가 떨어지면서 급격하게 강력해진 산바는 한때 태풍의 눈의 지름이 약 37 km에 달할 정도로 세력이 매우 강력했다.
대한민국에서는 제14호 태풍 덴빈, 제15호 태풍 볼라벤 이후 제16호 태풍 산바까지 3개의 태풍이 연속으로 한반도에 상륙한 최초 사례가 되었고, 7월에 상륙한 제7호 태풍 카눈을 더해서 1962년 이후 50년 만에 한 해에 4개의 태풍이 상륙한 기록을 세웠다. 또한 북위 28.8도에서 중심기압이 930 hPa, 북위 31.4도에서는 중심기압이 935 hPa까지 하락하는 등 상당한 고위도 지방에서도 '매우 강'한 세력을 유지했고 남해군에 상륙하기 전 중심기압은 965 hPa가 관측되어 상륙시 중심기압 부분에서 역대 5번째 값을 기록했다. 또한 상륙 당시의 풍속은 38 m/s로 해석되어 2003년 태풍 매미와 같은 값을 내기도 했다.
태풍 산바(SANBA)는 마카오에서 제출하였으며, 마카오의 지명 중 하나인 성 바오로 성당 유적(Ruins of St. Paul's)의 ‘성 바오로(포르투갈어: São Paulo)’를 음차한 ‘산바(중국어: 三巴, 병음: Sānbā)'를 의미한다.

### 중심 기압 및 최대 풍속의 경과
| 날짜 및 시간      | 중심 기압 | 최대 풍속 | 비고                                              |
| ----------------- | --------- | --------- | ------------------------------------------------- |
| 9월 11일 오전 9시 | 1004 hPa  | 18 m/s    | 필리핀 마닐라 동남동쪽 1530 km 해상에서 태풍 발생 |
| 9월 11일 오후 3시 | 1000 hPa  | 18 m/s    | 필리핀 마닐라 동남동쪽 1470 km 해상 통과          |
| 9월 11일 오후 9시 | 996 hPa   | 19 m/s    | 필리핀 마닐라 동남동쪽 1390 km 해상 통과          |
| 9월 12일 오전 4시 | 996 hPa   | 19 m/s    | 필리핀 마닐라 동남동쪽 1290 km 해상 통과          |
| 9월 12일 오전 9시 | 992 hPa   | 22 m/s    | 필리핀 마닐라 동쪽 1190 km 해상 통과              |
| 9월 12일 오후 3시 | 992 hPa   | 22 m/s    | 필리핀 마닐라 동쪽 1110 km 해상 통과              |
| 9월 12일 오후 9시 | 980 hPa   | 31 m/s    | 필리핀 마닐라 동쪽 1040 km 해상 통과              |
| 9월 13일 오전 3시 | 980 hPa   | 31 m/s    | 필리핀 마닐라 동쪽 970 km 해상 통과               |
| 9월 13일 오전 9시 | 970 hPa   | 36 m/s    | 필리핀 마닐라 동쪽 950 km 해상 통과               |
| 9월 13일 오후 3시 | 950 hPa   | 43 m/s    | 필리핀 마닐라 동쪽 920 km 해상 통과               |
| 9월 13일 오후 9시 | 930 hPa   | 50 m/s    | 필리핀 마닐라 동북동쪽 940 km 해상 통과           |
| 9월 14일 오전 3시 | 915 hPa   | 54 m/s    | 필리핀 마닐라 동북동쪽 980 km 해상 통과           |
| 9월 14일 오전 9시 | 915 hPa   | 54 m/s    | 필리핀 마닐라 동북동쪽 1010 km 해상 통과          |
| 9월 14일 오후 3시 | 910 hPa   | 56 m/s    | 일본 오키나와 남남동쪽 830 km 해상 통과           |
| 9월 14일 오후 9시 | 904 hPa   | 53 m/s    | 일본 오키나와 남남동쪽 710 km 해상 통과           |
| 9월 15일 오전 3시 | 899 hPa   | 53 m/s    | 일본 오키나와 남남동쪽 570 km 해상 통과           |
| 9월 15일 오전 6시 | 899 hPa   | 53 m/s    | 일본 오키나와 남남동쪽 470 km 해상 통과           |
| 9월 15일 오후 3시 | 915 hPa   | 50 m/s    | 일본 오키나와 남남동쪽 340 km 해상 통과           |
| 9월 15일 오후 9시 | 930 hPa   | 50 m/s    | 일본 오키나와 남남동쪽 210 km 해상 통과           |
| 9월 16일 오전 3시 | 935 hPa   | 48 m/s    | 일본 오키나와 남남동쪽 90 km 해상 통과            |
| 9월 16일 오전 9시 | 935 hPa   | 48 m/s    | 일본 오키나와 북북동쪽 80 km 해상 통과            |
| 9월 16일 오후 3시 | 935 hPa   | 48 m/s    | 일본 오키나와 북쪽 280 km 해상 통과               |
| 9월 16일 오후 6시 | 940 hPa   | 47 m/s    | 서귀포 남남동쪽 410 km 해상 통과                  |
| 9월 16일 오후 9시 | 940 hPa   | 47 m/s    | 서귀포 남남동쪽 320 km 해상 통과                  |
| 9월 17일 밤 12시  | 940 hPa   | 47 m/s    | 서귀포 남남동쪽 240 km 해상 통과                  |
| 9월 17일 오전 3시 | 945 hPa   | 45 m/s    | 서귀포 남동쪽 170 km 해상 통과                    |
| 9월 17일 오전 6시 | 950 hPa   | 43 m/s    | 서귀포 동쪽 130 km 해상 통과                      |
| 9월 17일 오전 9시 | 955 hPa   | 41 m/s    | 통영 남남서쪽 100 km 해상 통과                    |
| 9월 17일 낮 12시  | 965 hPa   | 38 m/s    | 통영 서북서쪽 40 km 육상 통과                     |
| 9월 17일 오후 3시 | 980 hPa   | 31 m/s    | 대구 서북서쪽 40 km 육상 통과                     |
| 9월 17일 오후 6시 | 990 hPa   | 24 m/s    | 울진 서쪽 60 km 육상 통과                         |
| 9월 18일 오전 9시 | 998 hPa   | 23 m/s    | 청진 동북동쪽 약 290 km 부근 해상에서 소멸        |

## 관련 통계
| 순위 | 발생일      | 태풍명        | 재산 피해액 (억원) |
| ---- | ----------- | ------------- | ------------------ |
| 1위  | 0215        | 루사          | 51,479             |
| 2위  | 0314        | 매미          | 42,225             |
| 3위  | 0603        | 에위니아      | 18,344             |
| 4위  | 9907        | 올가          | 10,490             |
| 5위  | 1214 / 1215 | 덴빈 / 볼라벤 | 6,365              |
| 6위  | 9507        | 재니스        | 4,563              |
| 7위  | 8705        | 셀마          | 3,913              |
| 8위  | 1216        | 산바          | 3,657              |
| 9위  | 9809        | 예니          | 2,749              |
| 10위 | 0012        | 프라피룬      | 2,521              |

| 순위  | 태풍 번호                      | 태풍 이름                      | 상륙 시(직전) 중심 기압        | 상륙 지점                      |
| ----- | ------------------------------ | ------------------------------ | ------------------------------ | ------------------------------ |
| 1위   | 5914*                          | 사라                           | 942 hPa                        | 경남 거제도                    |
| 2위   | 0314                           | 매미                           | 950 hPa                        | 경남 고성군 부근               |
| 2위   | 2009                           | 마이삭                         | 950 hPa                        | 부산광역시 부근                |
| 4위   | 2010                           | 하이선                         | 955 hPa                        | 울산광역시 부근                |
| 4위   | 2211                           | 힌남노                         | 955 hPa                        | 부산광역시 부근                |
| 6위   | 0014                           | 사오마이                       | 959 hPa**                      | 경남 고성군 부근               |
| 7위   | 0215                           | 루사                           | 960 hPa                        | 전남 고흥군                    |
| 8위   | 9503                           | 페이                           | 960 hPa                        | 남해도                         |
| 9위   | 1216                           | 산바                           | 965 hPa                        | 남해도                         |
| 9위   | 8613                           | 베라                           | 965 hPa                        | 충남 보령시 부근               |
| 9위   | 5707                           | 아그네스                       | 965 hPa                        | 경남 사천시 부근               |
| ※비고 | *JTWC 해석의 한반도 상륙 태풍. | *JTWC 해석의 한반도 상륙 태풍. | *JTWC 해석의 한반도 상륙 태풍. | *JTWC 해석의 한반도 상륙 태풍. |
| ※비고 | **통영에서의 실측치.           |                                |                                |                                |

## 같이 보기
- 2012년 태풍